# オマル・ムフタール
オマル・アル＝ムフタール（アラビア語: عمر المختار、Omar al-Mukhtar、1862年8月20日 - 1931年9月16日）は、リビアにおいて独立の父とされる人物。名前は「オマー・アル＝ムクター(Omar Al Mokhtar)」とも表記される。

## 生涯

### イタリアとの対立

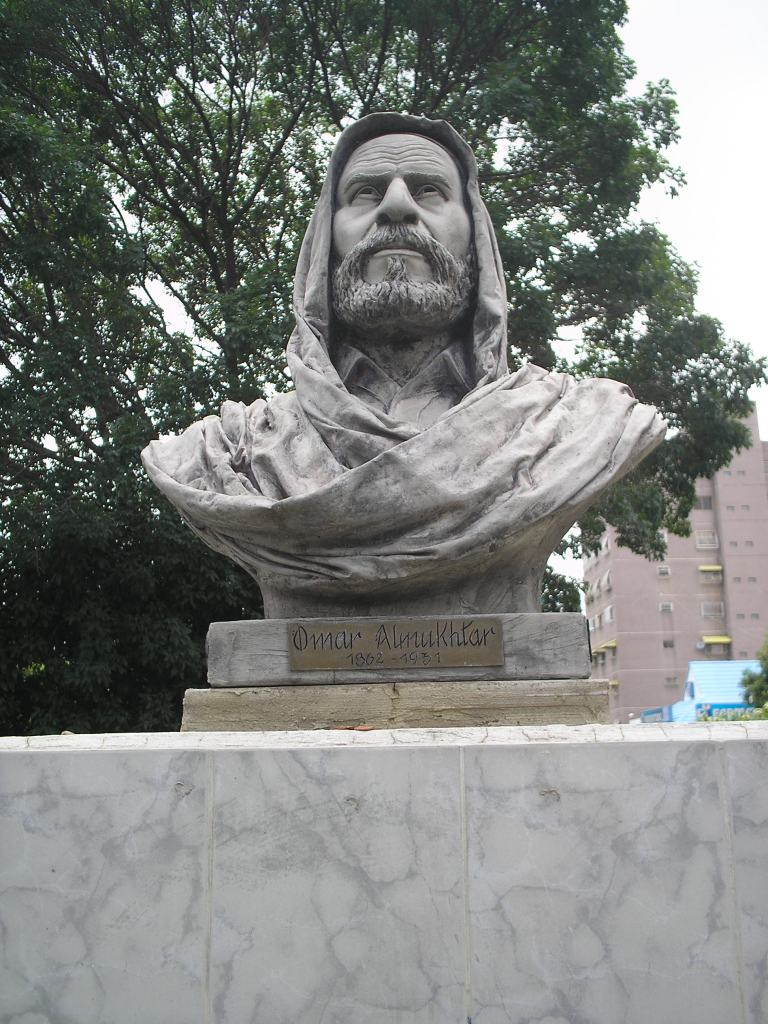
ムフタールの胸像

オスマン帝国ベンガジ近郊のジャンズール村で生まれる。故郷のマドラサで教育を受け、16歳の時に父が死去。その後はサヌーシー教団の拠点があったジャグブーブの大学で8年間過ごした。卒業後は帰郷し、イマームとしてクルアーンを教えていた。
1911年、伊土戦争の勃発によりリビアに戦火が及び、10月2日にルイージ・ファラヴェッリのイタリア海軍艦隊がトリポリに現れ、オスマン軍が降伏を拒否したためイタリア艦隊が砲撃を開始。3日間に渡る砲撃により街は破壊・占領された。サヌーシー教団はオスマン軍に協力してイタリア軍と戦い、ムフタールも戦闘に参加し、以降20年に渡りイタリア軍と戦うきっかけとなった。
戦闘はイタリア軍の優位に展開し、翌1912年10月18日に講和条約が結ばれ、トリポリタニア・フェザーン・キレナイカがイタリア王国に割譲された。サヌーシー教団はその後もイタリア軍とのサヌーシー戦争を継続する。1920年にキレナイカの支配権を認められるが、1922年のベニート・ムッソリーニ政権成立により対立が激化し、指導者ムハンマド・イドリースは12月21日にエジプト王国に脱出した。

### 反イタリア抵抗運動
ムフタールはイドリースによりリビア司令官に任命され、対イタリア運動の指揮を執ることになった。ムフタールはキレナイカの地形と砂漠戦に熟知しており、1924年までに各地の反イタリア・ゲリラを指揮下に置いた。ゲリラ戦の際にはイタリア軍の補給ルートと通信施設を集中的に攻撃し、イタリア軍を追い詰めていった。
1925年4月、イタリア軍の反撃により勢力が減退すると戦術を変更し、ベドウィンや隣国のエジプトからの支援を取り付け反撃を始め、1926年のベンガジでの戦闘では敗北するもののイタリア軍に甚大な損害を与えた。反イタリア勢力は1927年から1928年にかけて勢力を拡大し、1,000人以上のイタリア兵を殺害した。
1929年1月、リビア総督のピエトロ・バドリオが和平を提案。ムフタールは交渉に応じ、6月に副総督のドメニコ・シチリアーニとの間で停戦に合意した。11月8日、イタリア兵4人がゲリラに殺害され、トリポリタニア総督のエミーリオ・デ・ボーノは戦闘再開を指示した。また、1930年1月10日にはシチリアーニがムフタールを「裏切者」として非難する声明を発表した。これに対し、ムフタールはサヌーシー教団のリビアにおける政治指導者ムハンマド・レダーの亡命を理由に戦闘再開を正当化した。
1930年3月、ムッソリーニは徹底的な鎮圧を行うためシチリアーニを解任し、ロドルフォ・グラツィアーニを後任の副総督に任命した。グラツィアーニは5月29日、ムフタールに協力する宗教指導者たちの資産を接収し、抵抗運動を資金面で追い込んだ。また、バドリオはムフタールとベドウィンの連携を絶つため、強制収容所を建設しベドウィンを強制的に隔離するように指示し、グラツィアーニはこれを実行した。さらに、グラツィアーニはエジプトからの支援を阻止するため、リビア-エジプト国境を封鎖しムフタールへの支援ルートを遮断した。
1930年8月、グラツィアーニはゲリラの拠点であるオアシスに爆撃を開始し、12月16日に地上部隊を派遣してオアシスを壊滅させた。

### 捕縛と処刑

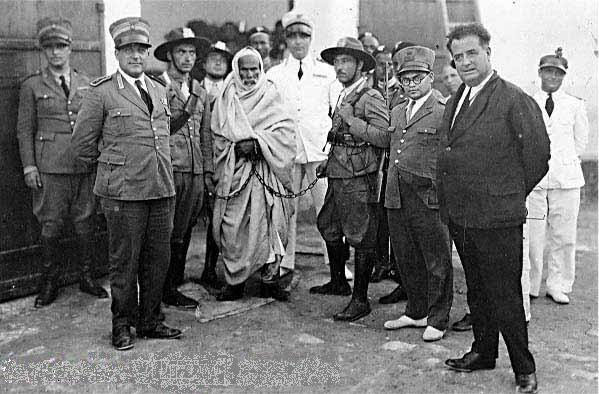
1931年9月15日、裁判所に移送されるムフタール

1931年9月11日、ムフタールはスロンタでの戦闘で負傷し、イタリア軍に捕縛された。グラツィアーニはムフタールを「現地民の英雄的指導者」として扱い、治療を施した。治療を終えたムフタールは駆逐艦でベンガジに移送された。報告を受けたバドリオは9月14日に「ムフタールの死を抵抗運動壊滅の象徴とするため、直ちに公開処刑せよ」とグラツィアーニに指示した。
これに対し、「バドリオの命令は戦争捕虜の地位を無視した違法なもの」という部下の意見を受け入れたグラツィアーニは、ゲリラ活動と停戦合意後のイタリア兵殺害の罪でムフタールを裁判にかけ、9月15日に死刑判決が言い渡された。死刑判決が言い渡された後、ムフタールはベンガジから56キロメートル南方のソルークに移送された。
9月16日午前9時、ムフタールはクルアーンの一節「私たちは神のものであり、私たちは神に還されなければならない」を唱え、民衆の目の前で絞首刑に処された。ムフタールの死後、抵抗運動は衰退し、1932年にリビアはイタリアに平定された。

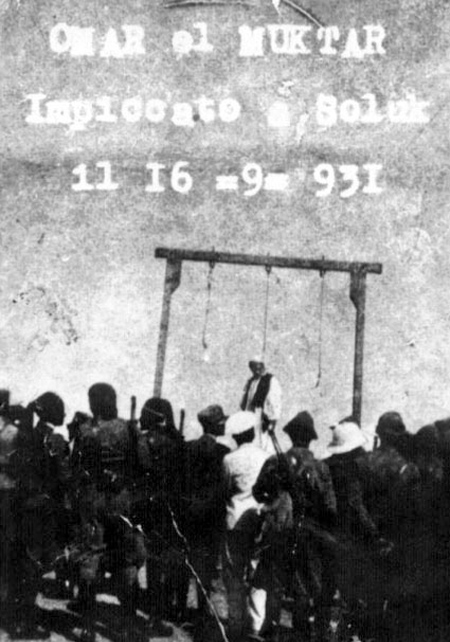
1931年、ムフタールはソルチ強制収容所で処刑された。

## ムフタールとカダフィ
20年近くに渡り抵抗運動を指揮したムフタールは「リビア独立の父」として尊敬の対象となっており、カダフィ政権下のリビアでは最高紙幣の10ディナール札に肖像が使用されていた（最高指導者であるムアンマル・カダフィの肖像は1ディナール札に使用されていた）。また、カダフィは1981年にアメリカ合衆国・ハリウッドと共同でムフタールとイタリア軍の戦いを描いた映画『砂漠のライオン』を制作し、3,500万ドルを制作費として出資している。

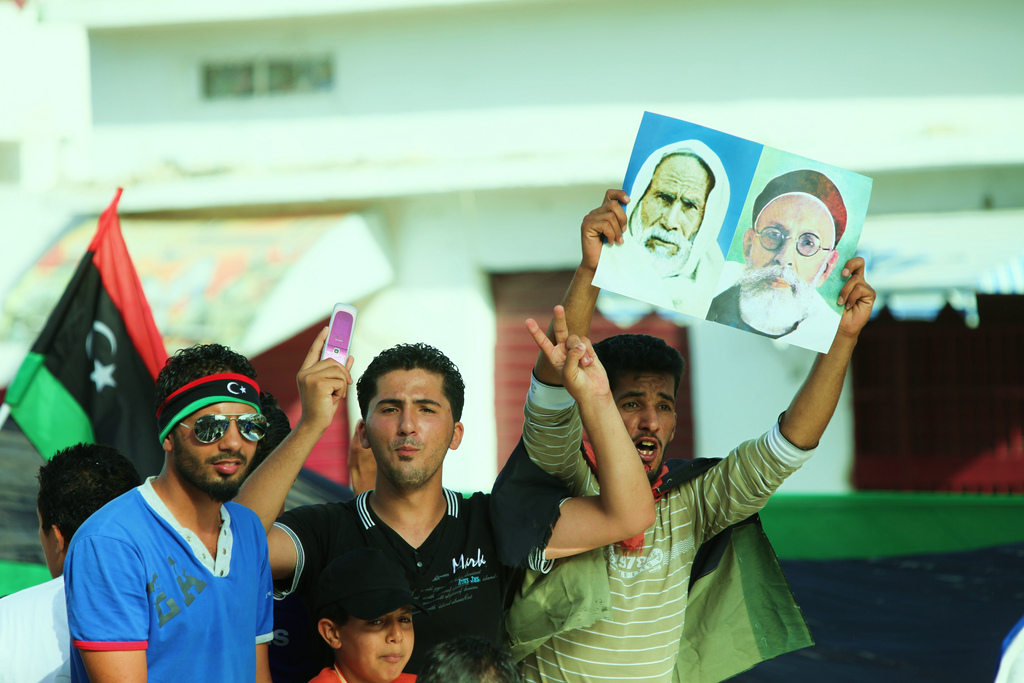
2011年6月7日、ムフタールとイドリースの写真を掲げる反カダフィ派民衆

カダフィは2009年6月10日にムフタールの息子と共にローマを訪問するが、その際にムフタールがイタリア軍に捕縛された時の写真を胸に付けてシルヴィオ・ベルルスコーニ首相と会談し物議を醸した。
2011年リビア内戦が勃発すると、ムフタールは自由の象徴として反カダフィ派のポスターや旗に用いられるようになり、「オマル・ムフタール旅団」を名乗る反カダフィ部隊も現れた。反カダフィ勢力のリビア国民評議会が拠点を置いたベンガジでは、1ディナール札の肖像をカダフィからムフタールに貼り換えた偽札が出回るようになった。クドゥス・アラビー紙は反カダフィ勢力との徹底抗戦を主張するカダフィをムフタールを引き合いに「カダフィはムフタールではなくムッソリーニの同類」と批判している。